# Polyblastia hellbomiana
Polyblastia hellbomiana är en lavart som först beskrevs av Miroslav Servít, och fick sitt nu gällande namn av Rolf Santesson. Polyblastia hellbomiana ingår i släktet Polyblastia, och familjen Verrucariaceae. Arten är reproducerande i Sverige.